# Цыбырнэ, Георгий Андреевич
Георгий Андреевич Цыбырнэ (рум. Gheorghe Țîbîrnă; 16 февраля 1944, Сынжерей, Бельцкий уезд — 11 июня 2022, Кишинев, Республика Молдова) — молдавский онколог, действительный член Академии наук Молдовы.

## Биография
После окончания Государственного медицинского института в Кишиневе (1967) поступил в клиническую среднюю школу, затем в докторантуру (1969–1972) в Онкологическом научном центре имени Блохина в Москве.
Заведующий научным отделением «Хирургия опухолей головы и шеи» МОМ. В 1990—1995 гг. — директор Онкологического института Молдовы, Кишинев. В 1995—2022 годах- заместитель директора по науке МОМ. С 1995 по 2022 год Президент Общества «Профилактика рака». С 1997 по 2022 год главный врач-онколог Министерства здравоохранения Республики Молдова.
Область научных интересов: онкология. Диагностика, оперативное лечение и реабилитация больных с опухолями области головы и шеи. С 1972 года по настоящее время работает старшим научным сотрудником Кишиневского онкологического института, где в 1977 году организовал отделение хирургии области головы и шеи, которым руководил более 30 лет. В период 1990–1995 гг. был директором Института онкологии, одновременно являясь заведующим кафедрой онкологии Государственного медико-фармацевтического университета им. Тестемитеану. Является основателем научной школы онкологической хирургии области головы и шеи Республики Молдова.
Разработал новые методы диагностики и хирургического лечения опухолей головы и шеи, особенно гортани, околоушной и щитовидной желез, помог установить критерии ранней диагностики рака и его профилактики. Разработал рациональные и оптимальные методы пластической хирургии в онкологии. Он первым в республике применил метод криохирургии при лечении злокачественных опухолей и микрохирургический метод в онкологии. Результаты его исследований можно найти в 350 научных работах.
Выдвигался на парламентских выборах 1998 года, но не был включен в избирательный бюллетень.
26 августа 2008 г. Президент Республики Молдова Владимир Воронин присвоил звание «Лауреат Государственной премии» 2008 г. академику, доктору  медицинских наук, профессору  Кишиневского университета Георгию Цыбырнэ за цикл трудов «Новые технологии». по борьбе с раком».
Скончался 11 июня 2022 года.

## Награды
- Действительный член Академии наук Республики Молдова.
- Президент Академии медицинских наук Республики Молдова. - член комитета Медицинской лиги. -
- Член Европейской ассоциации по исследованию рака
- Член Балканского медицинского союза.

## Научные публикации
Среди работ Г. А. Цыбырне 350 публикаций (48 в зарубежных журналах), 12 монографий, 9 методических рекомендаций, 7 патентов. 
- Цыбырнэ Г. Лечение местно-распространенного рака и груди. — Кишинев, 1987. — 226 с.
- Мельник Б., Цыбырнэ Г., Дука Г., Корина Чика С. Химия, стресс и опухоль. — Кишинев, 1997. — 236 с.